# Drien Tujoh (Darul Makmur)
Drien Tujoh is een bestuurslaag in het regentschap Nagan Raya van de provincie Atjeh, Indonesië. Drien Tujoh telt 879 inwoners (volkstelling 2010).